# ناصر الحربي
 ناصر علي احمد الحربي  هو عميد ركن برتبة لواء في الجيش اليمني ورئيس فريق هيكلة الجيش اليمني